# 米蘭娜·拉錫
米兰娜·拉西奇（1990年10月25日—），塞爾維亞女子排球運動員，身高1.91米，位置為中間手。效力於土耳其球隊瓦基弗銀行女排。在2009年開始成為塞爾維亞國家女子排球隊一員。她代表塞爾維亞在巴西出戰2016年奥林匹克运动会奪得銀牌。拉西奇在奥林匹克运动会中表現出色，是當屆排名第一的最佳中間手和最佳發球員。

## 運動生涯
拉西奇12岁开始职业排球生涯，20岁就进入塞尔维亚女排国家队，2011年跟随塞尔维亚女排夺得欧锦赛冠军，在新老交替时期成为塞尔维亚女排主力。2011-2012赛季，拉西奇加盟法国戛纳俱乐部。2014年开始效力于土耳其女子排球联赛豪门瓦基弗銀行女排。
2016年里约奥运会，拉西奇第二次参加奥运会，帮助塞尔维亚女排获得奥运会银牌，获得“最佳拦网”殊榮 。

## 獎項

### 个人荣誉
- 2011年世界女排大獎賽: 最佳扣球球員
- 2013年世界女排大獎賽: 最佳中間手
- 2014–15赛季欧洲女排俱乐部冠军联赛：最佳中間手
- 2015–16赛季土耳其女排超級聯賽：最佳中間手
- 2016年里約奧運會女子排球比賽：最佳中間手
- 2016年世界女排俱乐部锦标赛：最佳中間手
- 2016–17赛季欧洲女排俱乐部冠军联赛：最佳中間手
- 2017年世界女排大獎賽：最佳中間手

### 俱樂部
- 2014年土耳其冠軍杯： - 金牌（瓦基弗銀行女排俱樂部）
- 2014–15赛季欧洲女排俱乐部冠军联赛： - 銅牌（瓦基弗銀行女排俱樂部）
- 2014–15赛季土耳其女排超級聯賽： - 銀牌（瓦基弗銀行女排俱樂部）
- 2015–16赛季欧洲女排俱乐部冠军联赛： - 銀牌（瓦基弗銀行女排俱樂部）
- 2015–16赛季土耳其女排超級聯賽： - 金牌（瓦基弗銀行女排俱樂部）
- 2016年世界女排俱樂部錦標賽： - 銅牌（瓦基弗銀行女排俱樂部）
- 2016年土耳其冠軍杯： - 銀牌（瓦基弗銀行女排俱樂部）
- 2016–17赛季土耳其女排超級聯賽： - 銅牌（瓦基弗銀行女排俱樂部）
- 2016–17赛季欧洲女排俱乐部冠军联赛： - 金牌（瓦基弗銀行女排俱樂部）
- 2017年世界女排俱樂部錦標賽： - 金牌（瓦基弗銀行女排俱樂部）
- 2017年土耳其冠軍杯： - 金牌（瓦基弗銀行女排俱樂部）
- 2017年土耳其杯： - 金牌（瓦基弗銀行女排俱樂部）
- 2017–18赛季土耳其女排超級聯賽： - 金牌（瓦基弗銀行女排俱樂部）
- 2017–18赛季歐洲女排聯賽冠軍盃： - 金牌（瓦基弗銀行女排俱樂部）
- 2017年土耳其冠軍杯： - 銀牌（瓦基弗銀行女排俱樂部）
- 2018年世界女排俱樂部錦標賽： - 金牌（瓦基弗銀行女排俱樂部）
- 2018–19赛季土耳其女排超級聯賽： - 金牌（瓦基弗銀行女排俱樂部）

### 國家隊
- 2015年世界盃女子排球賽： - 銀牌
- 2016年夏季奧林匹克運動會女子排球比賽： - 銀牌
- 2017年世界女排大獎賽： - 銅牌